# El baile de la Victoria
El baile de la Victoria è un film del 2009 diretto da Fernando Trueba.